# سفارة باكستان لدى السعودية
سفارة باكستان لدى السعودية هي الممثلية الدبلوماسية العليا لدولة باكستان لدى المملكة العربية السعودية. تقع السفارة في حي السفارات في الرياض.